# Falko Peschel
Falko Peschel (* 20. Januar 1965) ist ein deutscher Lehrer und Pädagoge. Er definierte den Offenen Unterricht und wurde bekannt durch seine radikalen Unterrichtsversuche.

## Leben
Peschel gründete im Alter von 18 Jahren die Firma FAE, deren geschäftsführender Gesellschafter er bis 1994 war. Danach machte er sein Diplom als „Audio Engineer“ der „School of Audio Engineering“. Von 1987 bis 1994 absolvierte er die Lehrerausbildung für die Primarstufe an der Universität in Köln. Ab 1995 war er als Lehrer im Rhein-Sieg-Kreis tätig. Von 1999 bis 2003 war er zusätzlich wissenschaftlicher Mitarbeiter an der Universität Siegen bei Hans Brügelmann, 2003 promovierte Peschel zum Dr. phil. Die Dissertation wurde mit dem Preis der Universität für hervorragende wissenschaftliche Leistung ausgezeichnet. Von 2003 bis 2005 arbeitete er als Konrektor der Grundschule Harmonie in Eitorf bei Köln, die einen engen Bezug zur Freinet-Pädagogik aufweist.
Peschel ist heute Schulleiter der Bildungsschule Harzberg, einer freien Grundschule. Die Schule nahm im Schuljahr 2009/2010 den Betrieb auf.
Im Lauf seines Berufsweges absolvierte er Langzeitpraktika an diversen internationalen freien Alternativschulen und Versuchsschulen und war langjähriger Betreuer des deutschen Fördervereins der Summerhill School. Seit 1996 arbeitet er als Mitglied der Projektgruppe OASE um Hans Brügelmann an der Universität Siegen. 1997–1998 erfolgte eine projektbezogene Mitarbeit im Landesinstitut für Schule und Weiterbildung NRW, seit 1999 ist Peschel Projekt-Entwickler und Leiter des „Integrierenden Schulpraktikums Primarstufe“ und für den Aufbau der „Integrativen Lernwerkstatt im Rhein-Sieg-Kreis“ mitverantwortlich.
Falko Peschel bekam Lehraufträge an den Universitäten Köln, Siegen, Frankfurt, Koblenz und Bremen.

## Dissertation über Offener Unterricht
Falko Peschel führte vier Jahre eine Klasse durch die Grundschulzeit, ohne zu „unterrichten“, d. h. die herkömmliche Tätigkeit des Belehrens für alle wurde ersetzt durch die eigenständige und interessengeleitete Aktivität jedes einzelnen Schülers. Der Lehrer wird so zum Begleiter, indem er unterstützt und Anregungen gibt.
In seinem Unterricht und seinen Büchern zeigt Peschel das hohe Potenzial des offenen Unterrichts auf. Seine als Einzelfallstudie über seinen Unterricht angelegte Untersuchung ergibt:
- Der erreichte Leistungsstand war hoch (mehr Übergänge zum Gymnasium als der Grundschuldurchschnitt),
- Problematische Kinder konnten, statt an die Sonderschule ausgesondert, wieder integriert werden (Zeitraum: 4 Jahre),
- Die Lernatmosphäre war sehr anregend, die Kinder stellten sich ihre Lernvorhaben gegenseitig vor,
- Alle Themen des Lehrplans wurden bearbeitet.

Peschel konkretisiert in seiner Arbeit den bis dahin unscharf benutzten Begriff 'Offener Unterricht' in eine präzise Beschreibung um. Er benennt fünf Dimensionen, die die Offenheit jedes Unterrichts in Bezug auf die Freiheiten der Schüler genau bestimmt werden können. Die Dimensionen sind auch geeignet, den eigenen Unterricht in Bezug auf seine Offenheit einschätzen zu können und eine weitere Öffnung anzustreben.
„Offener Unterricht gestattet es dem Schüler, sich unter Freigabe von Raum und Sozialform Wissen und Können innerhalb eines 'offenen Lehrplanes' an selbst gewählten Inhalten auf methodisch individuellem Weg anzueignen. Offener Unterricht zielt im sozialen Bereich auf eine möglichst hohe Mitbestimmung bzw. Mitverantwortung des Schülers bezüglich der Infrastruktur der Klasse, der Regelfindung innerhalb der Klassengemeinschaft sowie der gemeinsamen Gestaltung der Schulzeit ab.“
In einem Bestimmungsraster kann für jede Dimension der Grad der Offenheit in 6 Stufen angegeben werden
- organisatorische Offenheit: Bestimmen die Schüler über die Rahmenbedingungen ihres Lernens z. B. den Zeitraum, den Zeitpunkt, den Ort und die Sozialform?
- methodische Offenheit: Bestimmung des Lernwegs durch den Schüler selbst?
- inhaltliche Offenheit: Bestimmung des Lernstoffes innerhalb der offenen Lehrplanvorgaben?
- soziale Offenheit: Bestimmen von Entscheidungen bezüglich der Klassenführung, des gesamten Unterrichts, der (langfristigen) Unterrichtsplanung, des konkreten Unterrichtsablaufes, gemeinsamer Vorhaben … usw. Bestimmung des sozialen Miteinanders: Erstellen von Regeln und Regelstrukturen usw.
- persönliche Offenheit: Beziehungen zwischen Lehrern/Kindern und Kindern/Kindern

Er führt eine kritische Auseinandersetzung mit Formen des (bisherigen) offenen Unterrichts: Wochenplan, Stationenlernen, Freie Arbeit und anderen alternativen Unterrichtsformen und Lernwegen, die viel, aber auch wenig Offenheit bedeuten können.
Falko Peschel war Mitarbeiter der Lernwerkstatt OASE an der Uni Siegen. Die OASE-Werkstatt ist 1997 im Rahmen des Projekts OASE („Offene Arbeits- und Sozialformen entwickeln“, 1994–2002 Erhard Friedrich Stiftung) entstanden, das sich mit den Bedingungen für die Öffnung von Unterricht beschäftigt.

## Veröffentlichungen (Auswahl)
- Das beste Arbeitsblatt … ist das leere Blatt. In: Falko Peschel, Boris Pfeiffer, Maiko Kahler (Hrsg.): Selbstorganisiertes Lernen als Arbeitsform in der Grundschule: Situative Frischkost nach 40 Jahren Arbeitsblatt-Didaktik. Norderstedt, 2012, ISBN 978-3-8448-0847-6.
- Offener Unterricht in der Evaluation Teil I und II Schneider Verlag Hohengehren: Baltmannsweiler 2006.
- Offener Unterricht – Idee, Realität, Perspektive und ein praxiserprobtes Konzept in der Evaluation. Baltmannsweiler (Schneider Verlag Hohengehren) 2003.
- Offener Unterricht – Idee, Realität, Perspektive und ein praxiserprobtes Konzept zur Diskussion. Teil I: Allgemeindidaktische Überlegungen. Baltmannsweiler (Schneider Verlag Hohengehren) 2002.
- Offener Unterricht – Idee, Realität, Perspektive und ein praxiserprobtes Konzept zur Diskussion. Teil II: Fachdidaktische Überlegungen. Baltmannsweiler (Schneider Verlag Hohengehren) 2002.
- mit Reinhardt, Astrid: Der Sprachforscher. Rechtschreiben. Seelze (Friedrich) 2001.
- mit Reinhardt, Astrid: Der Sprachforscher. Rechtschreiben. Informationen für Lehrer und Eltern. Seelze (Friedrich Verlag) 2001.
- Appleton, Matthew (Hrsg.): Summerhill – Kindern ihre Kindheit zurückgeben. Demokratie und Selbstregulierung in der Erziehung. Baltmannsweiler (Schneider Verlag Hohengehren) 2000.